# Championnats d'Europe de sprint de natation 1993
Navigation
Espoo 1992 Stavanger 1994
Les 3es Championnats d'Europe de natation en petit bassin, organisés par la LEN, se sont tenus à Gateshead (Royaume-Uni) du 11 au 13 novembre 1993.

## Tableau des médailles
| Place | Nation      | or | argent | bronze | Total |
| ----- | ----------- | -- | ------ | ------ | ----- |
| 1     | Allemagne   | 9  | 8      | 7      | 24    |
| 2     | Suède       | 7  | 4      | 2      | 13    |
| 3     | Royaume-Uni | 1  | 4      | 2      | 7     |
| 4     | Russie      | 1  | 4      | 1      | 6     |
| 5     | Pays-Bas    | 1  | 1      | 0      | 2     |
| 6     | Espagne     | 1  | 0      | 0      | 1     |
| 7     | Estonie     | 0  | 1      | 0      | 1     |
| 8     | Croatie     | 0  | 0      | 1      | 1     |
| 8     | Finlande    | 0  | 0      | 1      | 1     |
| Total | Total       | 20 | 22     | 14     | 56    |

## Résultats

### Hommes
| discipline          | Or                                                                 | Temps         | Argent                                                               | Temps         | Bronze                                                                    | Temps         |
| Nage libre          |                                                                    |               |                                                                      |               |                                                                           |               |
| 50 m libre          | Joakim Holmqvist (SWE)                                             | 22 s 26       | Vladimir Predkin (RUS) Silko Günzel (GER)                            | 22 s 45       |                                                                           |               |
| Dos                 |                                                                    |               |                                                                      |               |                                                                           |               |
| 50 m dos            | Patrick Hermanspann (GER)                                          | 25 s 76       | Tino Weber (GER)                                                     | 25 s 78       | Zsolt Hegmegi (SWE)                                                       | 25 s 99       |
| Brasse              |                                                                    |               |                                                                      |               |                                                                           |               |
| 50 m brasse         | Vassily Ivanov (RUS)                                               | 27 s 82       | Ron Dekker (NED)                                                     | 27 s 89       | Mark Warnecke (GER)                                                       | 28 s 03       |
| Papillon            |                                                                    |               |                                                                      |               |                                                                           |               |
| 50 m papillon       | Carlos Sánchez (ESP)                                               | 24 s 04       | Jan Karlsson (SWE)                                                   | 24 s 19       | Vladimir Predkin (RUS)                                                    | 24 s 32       |
| Quatre nages        |                                                                    |               |                                                                      |               |                                                                           |               |
| 100 m 4 nages       | Ron Dekker (NED)                                                   | 55 s 77       | Indrek Sei (EST)                                                     | 56 s 07       | Christian Keller (GER)                                                    | 56 s 14       |
| Relais              |                                                                    |               |                                                                      |               |                                                                           |               |
| 4 × 50 m nage libre | Suède Christer Wallin Pär Lindström Joakim Holmqvist Zsolt Hegmegi | 1 min 28 s 80 | Allemagne Silko Günzel Axel Hickmann Torsten Spanneberg Ingolf Rasch | 1 min 28 s 88 | Croatie Miloš Milošević Marijan Kanjer Alen Loncar Miroslav Vučetić       | 1 min 32 s 96 |
| 4 × 50 m dos        | Allemagne - -                                                      | 1 min 44 s 97 | Royaume-Uni -                                                        | 1 min 48 s 28 | (seulement 2 équipes classées)                                            |               |
| 4 × 50 m brasse     | Allemagne - -                                                      | 1 min 55 s 53 | Royaume-Uni -                                                        | 1 min 58 s 24 | (seulement 2 équipes classées)                                            |               |
| 4 × 50 m papillon   | Suède - -                                                          | 1 min 36 s 53 | Allemagne -                                                          | 1 min 37 s 36 | Royaume-Uni - -                                                           | 1 min 40 s 27 |
| 4 × 50 m 4 nages    | Suède Zsolt Hegmegi Peter Haraldsson Jan Karlsson Joakim Holmqvist | 1 min 39 s 80 | Russie -                                                             | 1 min 40 s 22 | Allemagne Patrick Hermanspann Mark Warnecke Dirk Vandenhirtz Silko Günzel | 1 min 40 s 23 |

### Femmes
| discipline          | Or                                                                       | Temps         | Argent                                                              | Temps         | Bronze                         | Temps         |
| Nage libre          |                                                                          |               |                                                                     |               |                                |               |
| 50 m libre          | Sandra Völker (GER)                                                      | 25 s 55       | Linda Olofsson (SWE)                                                | 25 s 56       | Annette Hadding (GER)          | 25 s 79       |
| Dos                 |                                                                          |               |                                                                     |               |                                |               |
| 50 m dos            | Sandra Völker (GER)                                                      | 28 s 26       | Nina Zhivanevskaya (RUS)                                            | 28 s 71       | Andrea Kutz (GER)              | 29 s 32       |
| Brasse              |                                                                          |               |                                                                     |               |                                |               |
| 50 m brasse         | Sylvia Gerasch (GER)                                                     | 31 s 57       | Peggy Hartung (GER) Karen Rake (GER)                                | 31 s 89       |                                |               |
| Papillon            |                                                                          |               |                                                                     |               |                                |               |
| 50 m papillon       | Louise Karlsson (SWE)                                                    | 27 s 49       | Svetlana Pozdeyeva (RUS)                                            | 27 s 88       | Julia Voitowitsch (GER)        | 27 s 91       |
| Quatre nages        |                                                                          |               |                                                                     |               |                                |               |
| 100 m 4 nages       | Louise Karlsson (SWE)                                                    | 1 min 1 s 45  | Ulrika Jardfelt (SWE)                                               | 1 min 2 s 74  | Sylvia Gerasch (GER)           | 1 min 3 s 12  |
| Relais              |                                                                          |               |                                                                     |               |                                |               |
| 4 × 50 m nage libre | Suède Ellenor Svensson Linda Olofsson Louise Karlsson Susanne Lööv       | 1 min 41 s 27 | Allemagne Sandra Völker Annette Hadding Silvia Stahl Anke Scholz    | 1 min 43 s 08 | Royaume-Uni - -                | 1 min 46 s 04 |
| 4 × 50 m dos        | Allemagne - -                                                            | 2 min 01 s 15 | Royaume-Uni -                                                       | 2 min 02 s 45 | (seulement 2 équipes classées) |               |
| 4 × 50 m brasse     | Royaume-Uni - -                                                          | 2 min 11 s 28 | Allemagne -                                                         | 2 min 11 s 34 | (seulement 2 équipes classées) |               |
| 4 × 50 m papillon   | Allemagne - -                                                            | 1 min 53 s 06 | Royaume-Uni -                                                       | 1 min 55 s 62 | Finlande - -                   | 1 min 57 s 17 |
| 4 × 50 m 4 nages    | Allemagne Sandra Völker Sylvia Gerasch Julia Voitowitsch Annette Hadding | 1 min 53 s 26 | Suède Ulrika Jardfeldt Hanna Jaltner Louise Karlsson Linda Olofsson | 1 min 53 s 74 | Royaume-Uni - -                | 1 min 57 s 13 |